# Comuna Postupel, Ratne
Postupel (în ucraineană Поступель) este o comună în raionul Ratne, regiunea Volînia, Ucraina, formată din satele Adamivka, Postupel (reședința) și Zoreane.

## Demografie
Componența lingvistică a satului Postupel
     Ucraineană (99,13%)
     Alte limbi (0,87%)
Conform recensământului din 2001, majoritatea populației satului Postupel era vorbitoare de ucraineană (99,13%), existând în minoritate și vorbitori de alte limbi.